# Calétric de Chartres
Calétric ou Colétric est un évêque de Chartres du VIe siècle.
C'est un saint chrétien fêté le 8 octobre.

## Histoire et tradition
Son nom apparaît sous la forme Caletricus, Chaletricus ou Chalactericus (chez Fortunat). En français, on rencontre la forme populaire Caltry, ou même Calais, sans doute par confusion avec le saint abbé du Maine.
Ses dates sont imprécises. Il succède à saint Lubin dont la dernière mention sûre est de l'an 551. Il est sûrement mort avant 573, date où son successeur Pappolus participe à un concile de Paris. Mais comme ce concile débat du démembrement du diocèse de Chartres voulu par le roi Sigebert, il est probable que cette mort soit survenue peu de temps auparavant. Selon Fortunat, il n'était âgé que de 38 ans.
Calétric lui-même n'est connu que par sa souscription à deux conciles : un concile de Paris mal daté (entre 557 et 563) et un concile de Tours en 567-568.
Il apparaît tardivement, au IXe siècle, dans la Vie de saint Lubin. L'hagiographe raconte que Calétric, jeune prêtre de noble naissance, avait une sœur nommée Mallegonde. Celle-ci un jour vient avertir l'évêque Lubin que son frère est tombé gravement malade. Lubin prend les saintes huiles et se hâte vers le mourant, tout en récitant cette prière :  « Seigneur, toi qui sais tout, si tu juges que ton serviteur doit être utile à l'église, rends-lui la santé. » Il n'a pas le temps d'achever ses onctions que Calétric se lève guéri.
Cette petite histoire est peut-être plus ancienne que la Vita, car son objet est évidemment d'établir la continuité épiscopale et de souligner l'intérêt que la Providence elle-même lui porte ; l'onction miraculeuse vaut élection divine. La tradition chartraine renforce d'ailleurs ces liens : Calétric y devient l'élève et l'ami de Lubin et, aux yeux des savants locaux, il a longtemps passé pour être l'auteur de sa Vita.
Curieusement, Grégoire de Tours ne parle pas de lui. Nous possédons en revanche une épitaphe de vingt-six vers composée par Fortunat ; elle est fort bien tournée, mais l'historien n'a guère à y glaner. Le poète déplore un ami qu'il a connu trop tard, vante son éloquence et surtout ses talents musicaux : « Il a chanté les psaumes avec d'harmonieux accents. Il a fait retentir les louanges de Dieu sur les instruments sacrés... » Les auteurs chartrains ont voulu voir dans ce passage un témoignage sur le foyer culturel qu'aurait été l'Église de Chartres aux temps mérovingiens.
Plus qu'à Fortunat, Calétric doit sans doute sa réputation de sainteté aux inventions successives de ses reliques. Elles ont été découvertes au moins trois fois. Une addition au martyrologe d'Usuard fait état à une date inconnue d'une inventio sancti Caletrici ipsius civitatis episcopi et c'est probablement la même qui est signalée dans la liturgie locale dès le XIe siècle. Rouillard rapporte qu'en 1158 on trouva des reliques du saint dans une châsse, au Trésor de Notre-Dame. Enfin, en 1703, lors de la démolition de chapelle Saint-Nicolas du cloître, près du chevet de la cathédrale, on découvrit sous l'autel son sarcophage vide, mais identifiable grâce à une inscription. Il est depuis conservé à la cathédrale et classé en tant qu'objet monument historique le 16 juillet 1951.
La tradition chartraine veut que l'usure de la pierre soit due aux innombrables mains de pèlerins qui l'ont touchée. Pourtant, au XIXe siècle, Le Blant[Qui ?] nous dit qu'il a copié l'inscription « dans une crypte de Notre-Dame... où le vénérable monument git oublié et brisé ».
Cette inscription — qui donne l'impression d'un titulus réel — se lit ainsi :

« HIC REQVIISCIT CHALETRICUS EPS CVIUS DULCIS MEMORIA
[pridie] NONAS OCTOBRIS VITAM TRANSPORTAVIT IN CAELI(s) »

À date ancienne, on a martelé l'inscription pour supprimer un mot qui ne pouvait être que pridie et recouvrir un ancien Septembris (encore visible) par Octobris. On a donc remplacé le 4 septembre par le 7 octobre, puis le 8 octobre, pour mettre la date de la mort en harmonie avec le calendrier liturgique qui plaçait la fête du saint à cette date. Calétric ne s'est apparemment pas offusqué de cette petite tricherie cléricale. Depuis la réforme du martyrologe romain en 1917, on a remis le saint sur ses pieds.

## Popularité
Calétric paraît donc faire partie de ces saints locaux plutôt effacés, qui n'ont jamais été oubliés, mais n'ont jamais non plus accédé à une réelle popularité, ni parmi les fidèles ni même parmi les clercs. On ne connaît pas de miracles de saint Calétric dont les reliques paraissent être restées muettes.
Si Calétric est présent à la cathédrale où les saints évêques sont fort nombreux et mis à l'honneur, il ne l'est qu'avec une grande discrétion. Le vitrail de saint Lubin ignore le miracle de l'onction (alors qu'on pourrait l'y attendre), mais la scène paraît se trouver parmi les petites sculptures du portail sud où l'on voit un évêque, une ampoule dans la main gauche, tracer de la droite une croix sur la poitrine découverte d'un moine.